# St. Paul's Cathedral (Melbourne)

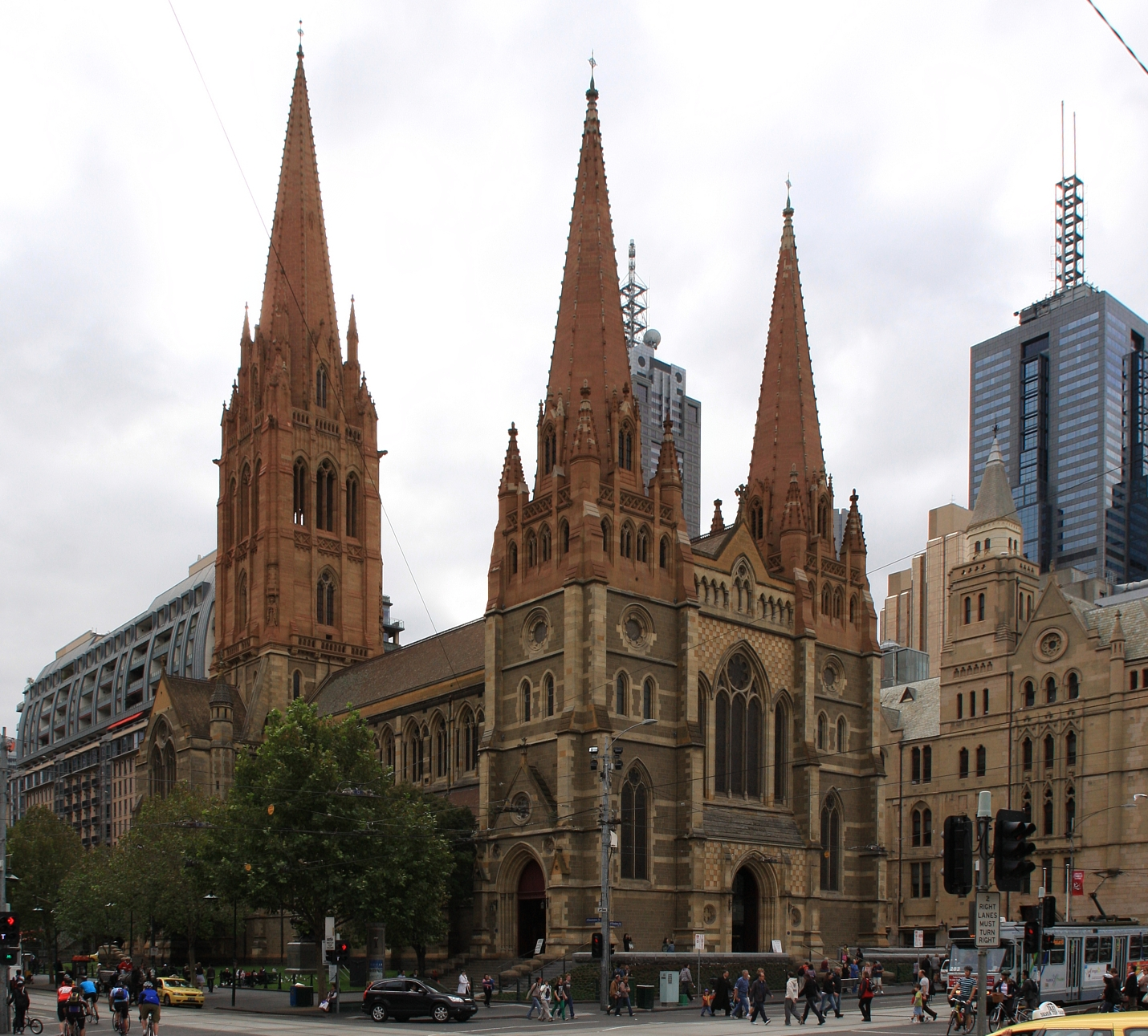
St. Paul's Cathedral.

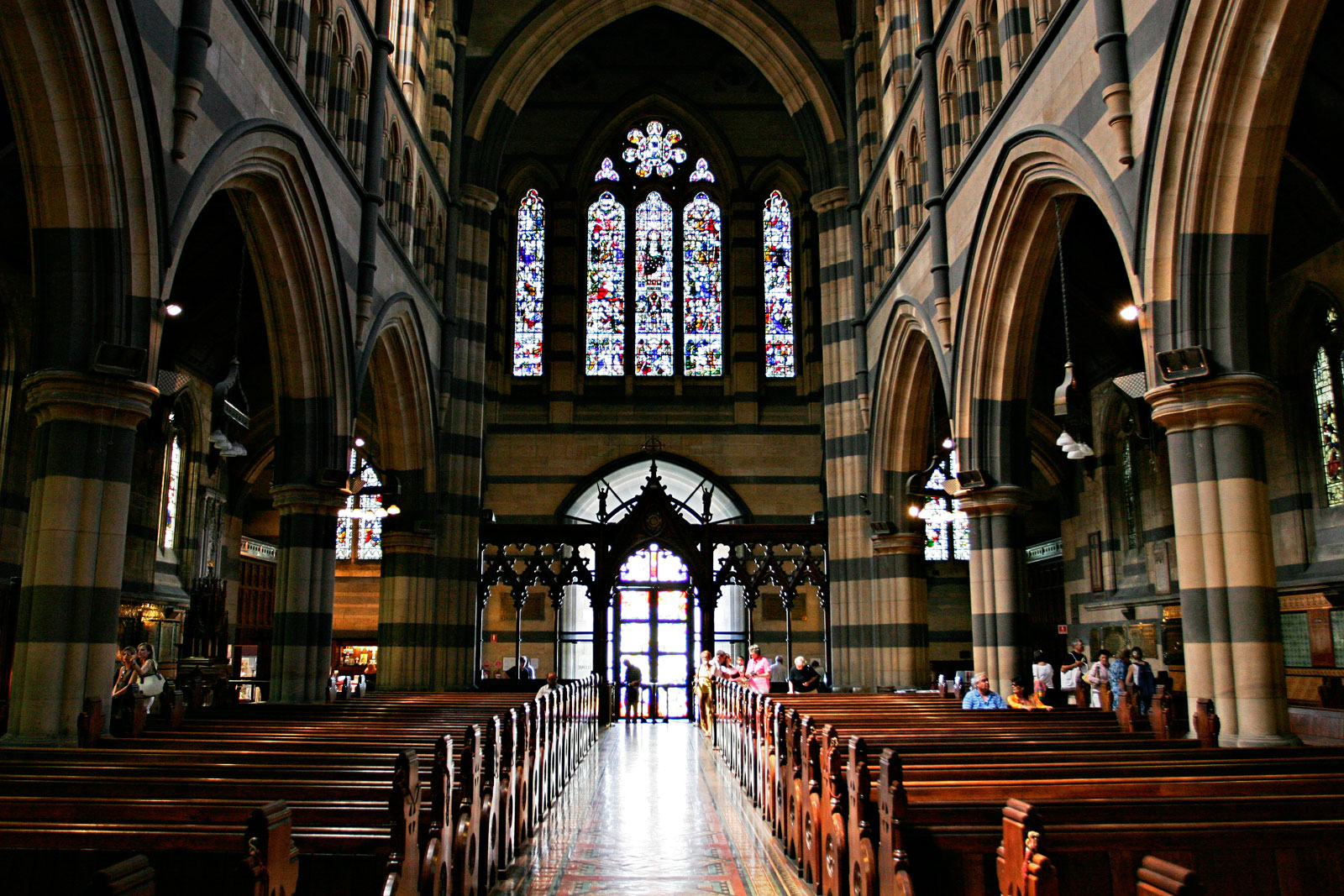
St. Paul's Cathedral.

St. Paul's Cathedral is een kathedraal van de Anglicaanse Kerk in Melbourne, Australië. De kathedraal bevindt zich in het zakendistrict van Melbourne aan Flinders Street, op de hoek met Swanston Street, tegenover Federation Square en schuin tegenover Flinders Street Station. St. Paul's Cathedral is ontworpen door de architect William Butterfield in neogotische stijl. St. Paul's Cathedral staat op het Victorian Heritage Register.
In het verlengde van Swanston Street ligt St Kilda Road dat de toegangsweg vormt vanuit het zuiden van de stad. Samen met het verkeersknooppunt Flinders Street Station staat de kathedraal hierdoor op een van de drukste plekken in de stad.

## Geschiedenis
Van 1852 tot 1885 heeft op de deze locatie de St Paul's Parish Church gestaan. In 1885 werd deze kerk afgebroken om St. Paul's Cathedral te kunnen bouwen. De kathedraal is in verschillende etappen gebouwd. Butterfield weigerde Melbourne te bezoeken wat problemen opleverde met het bouwen van de kathedraal. De bouw werd uiteindelijk afgemaakt door Joseph Reed. Op 22 januari 1891 vond de consecratie van de kathedraal plaats.
De kathedraal heeft dertien klokken die geschonken zijn door Thomas Dyer Edwardes. De klokken werd vervaardigd en geïnstalleerd in 1889. In 1896 werd de St Paul's Cathedral Society of Bellringers opgericht, een vereniging van musici die de klokken kunnen luiden wanneer dat nodig is.

## Foto's

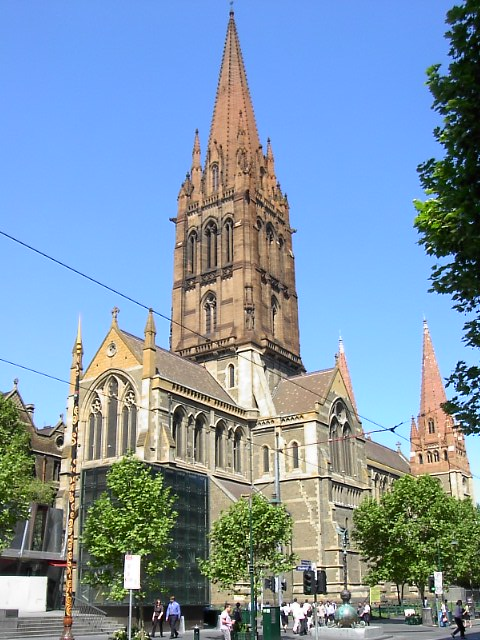
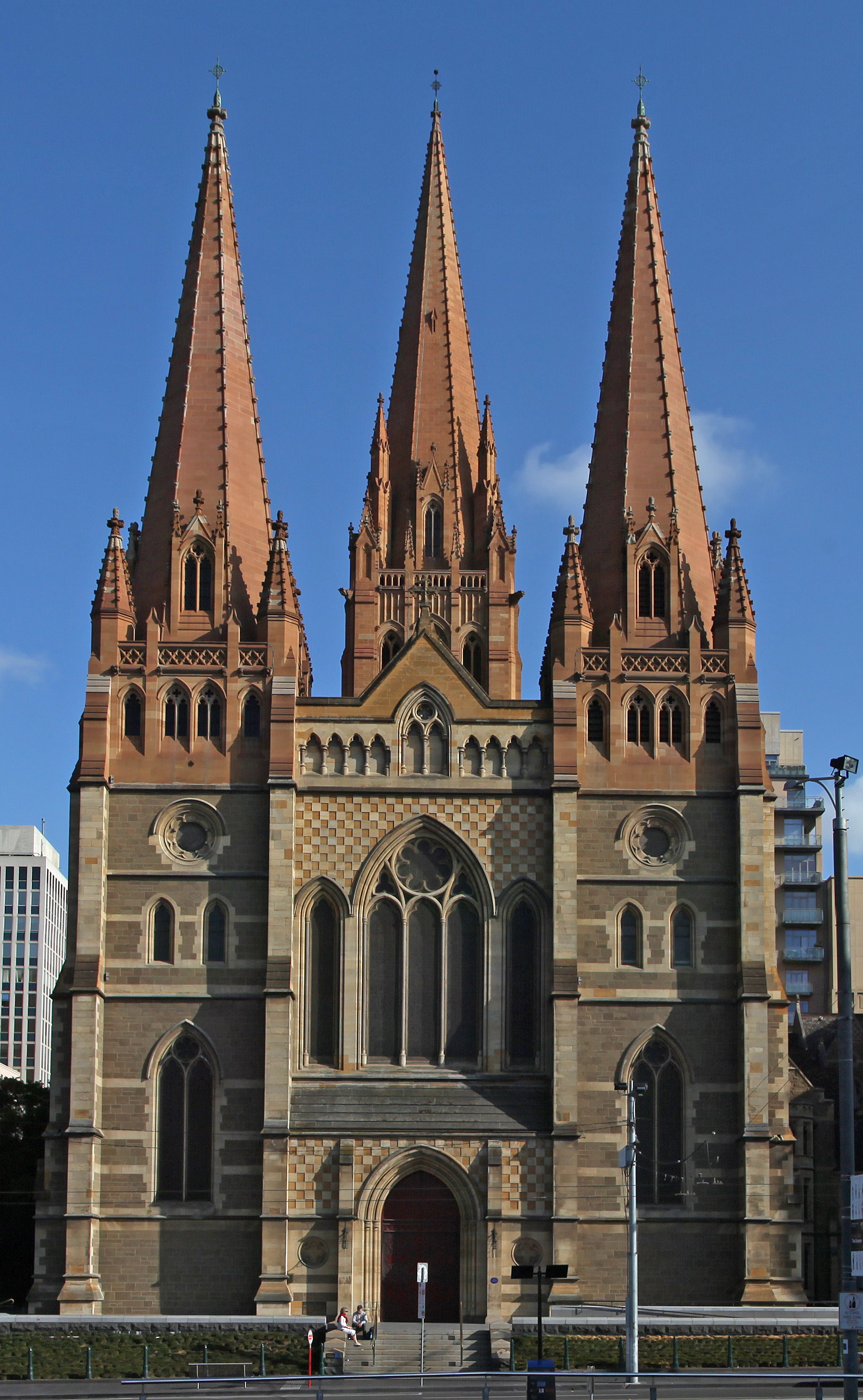
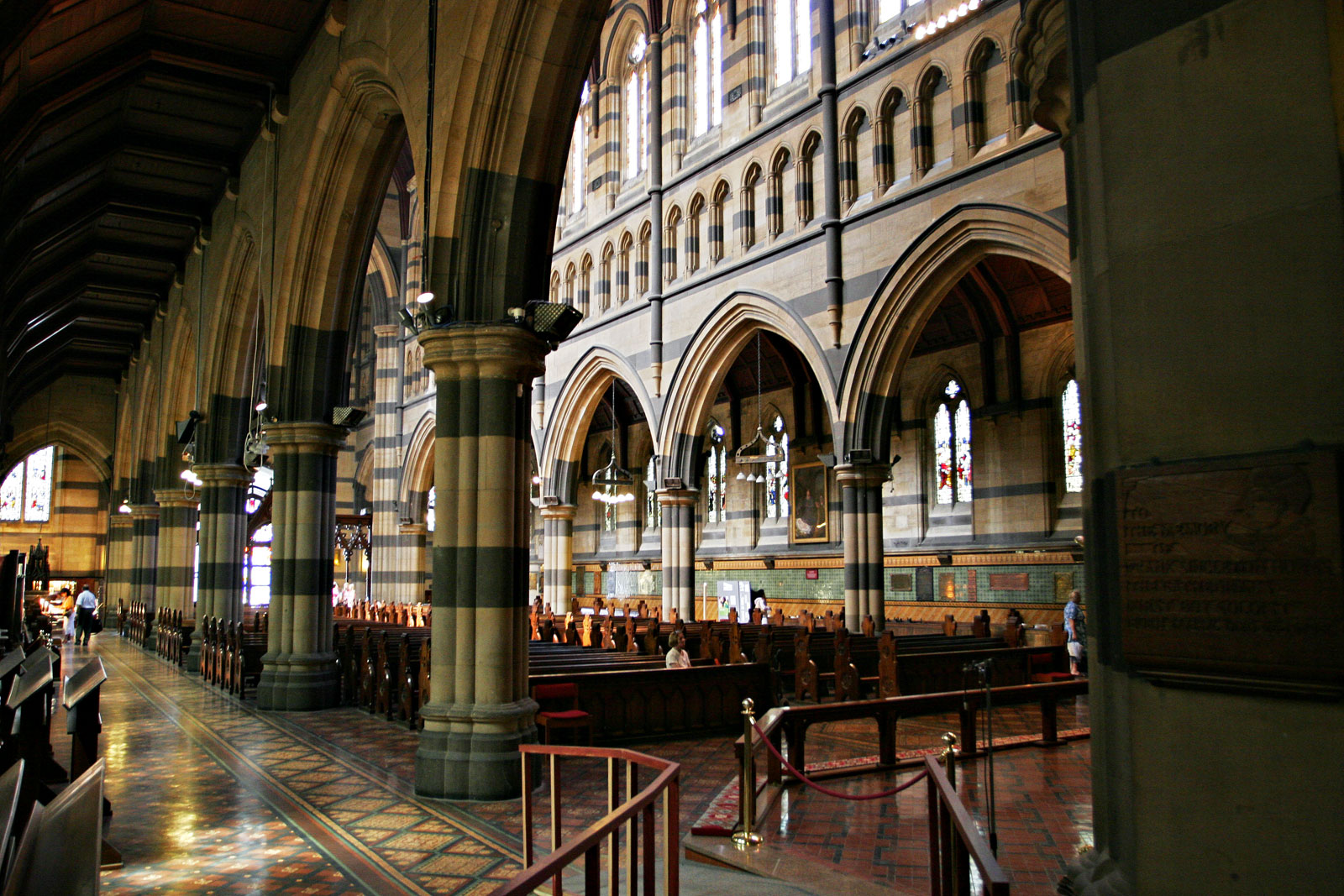
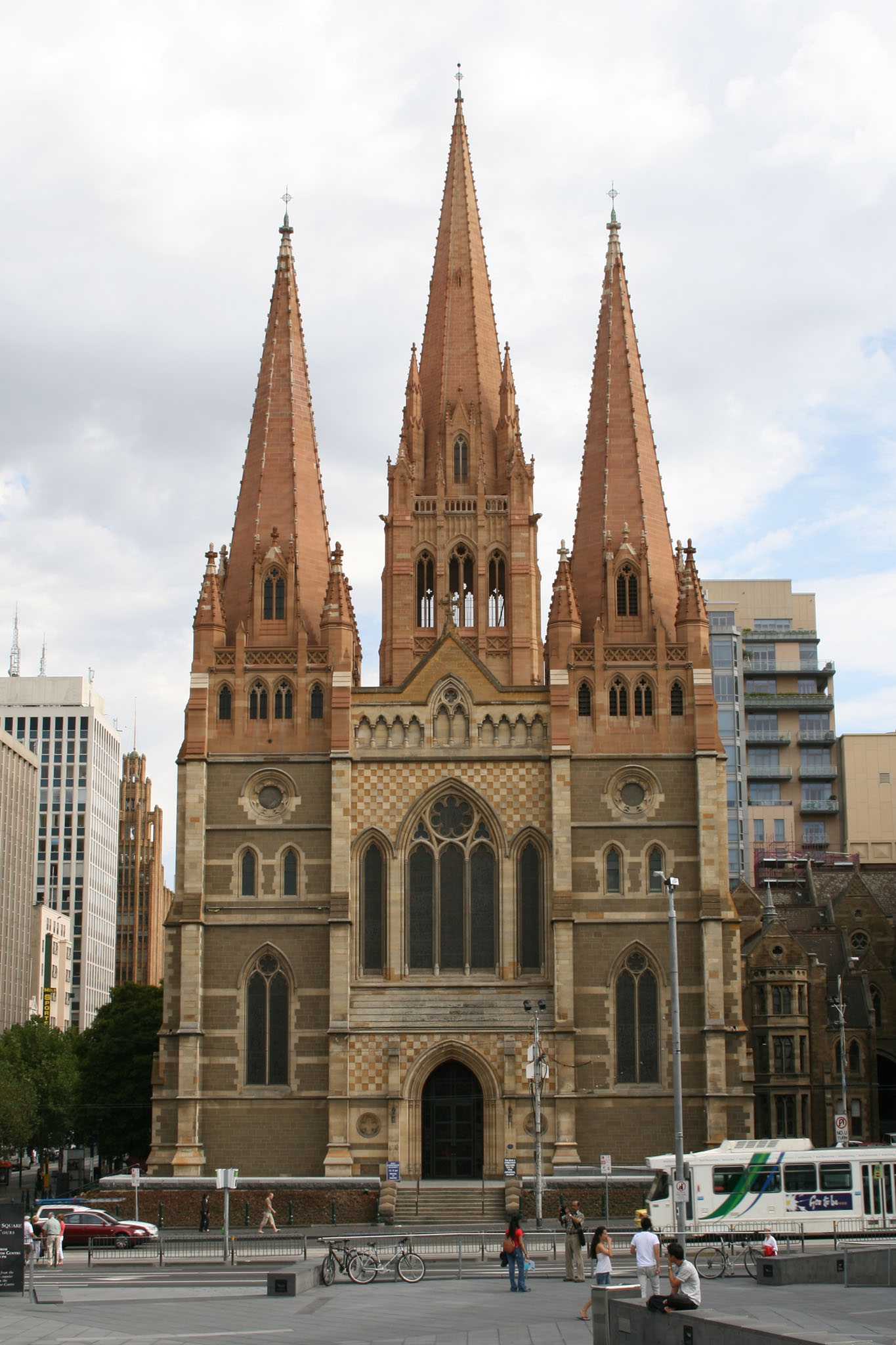
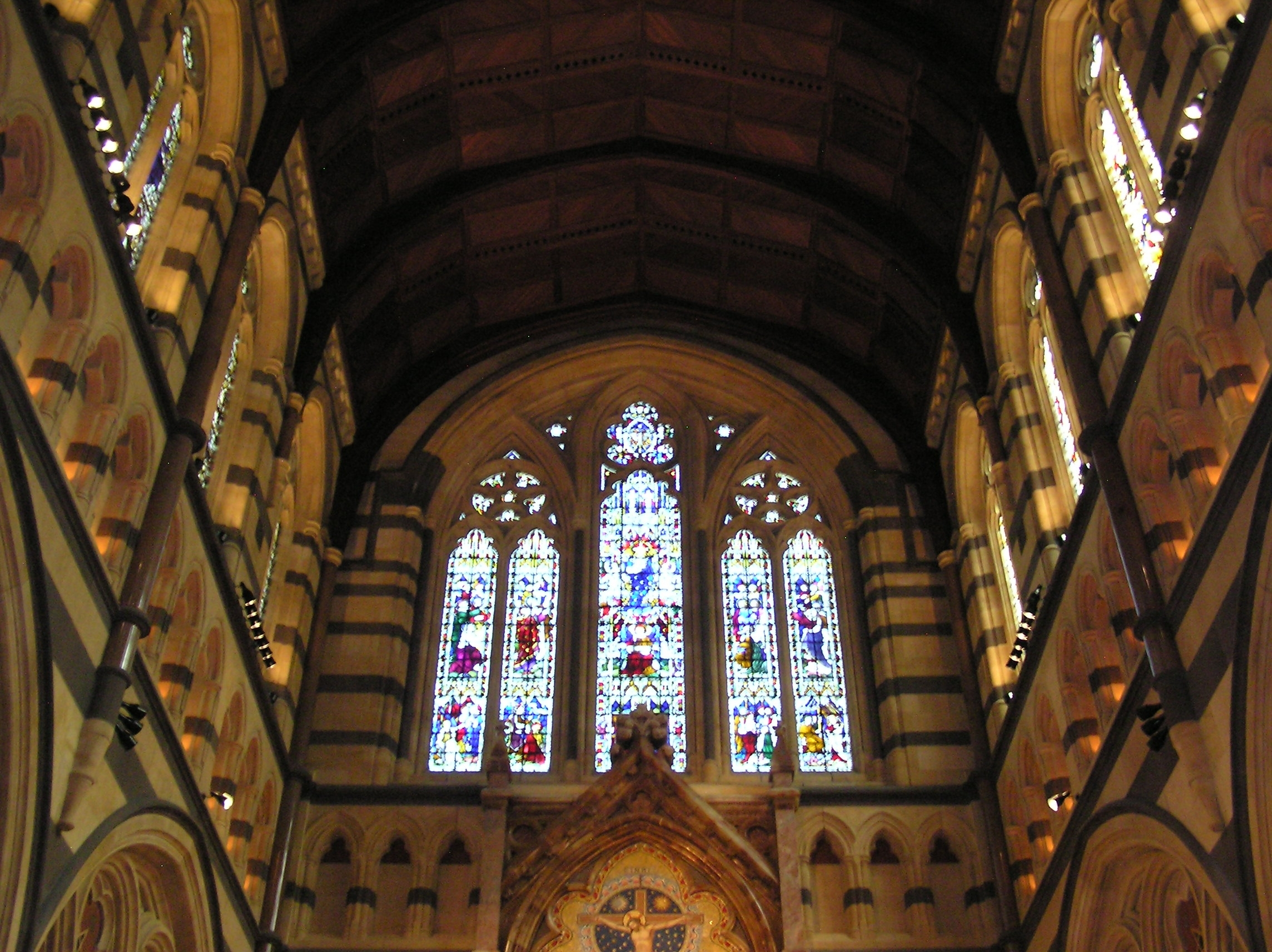
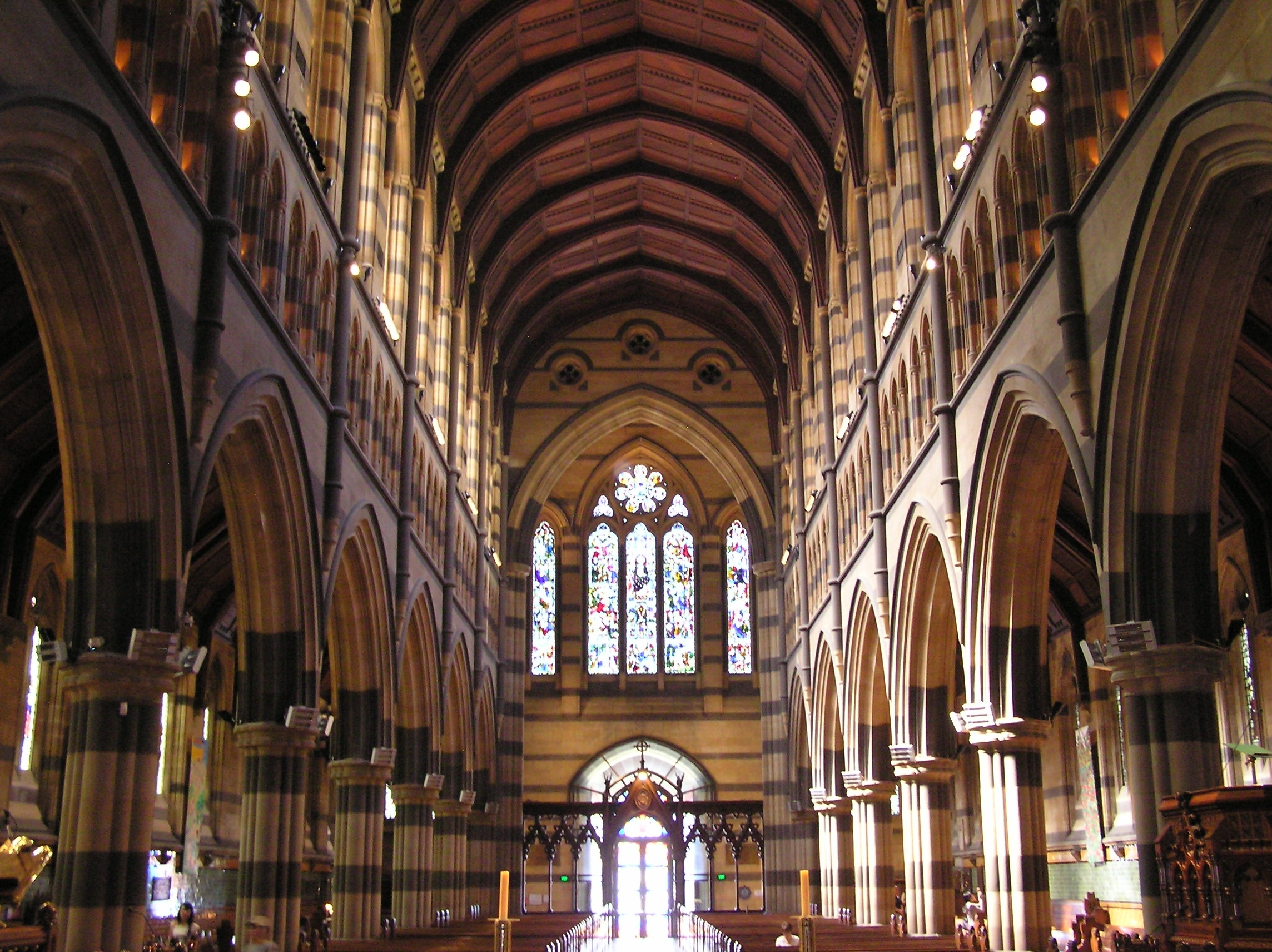
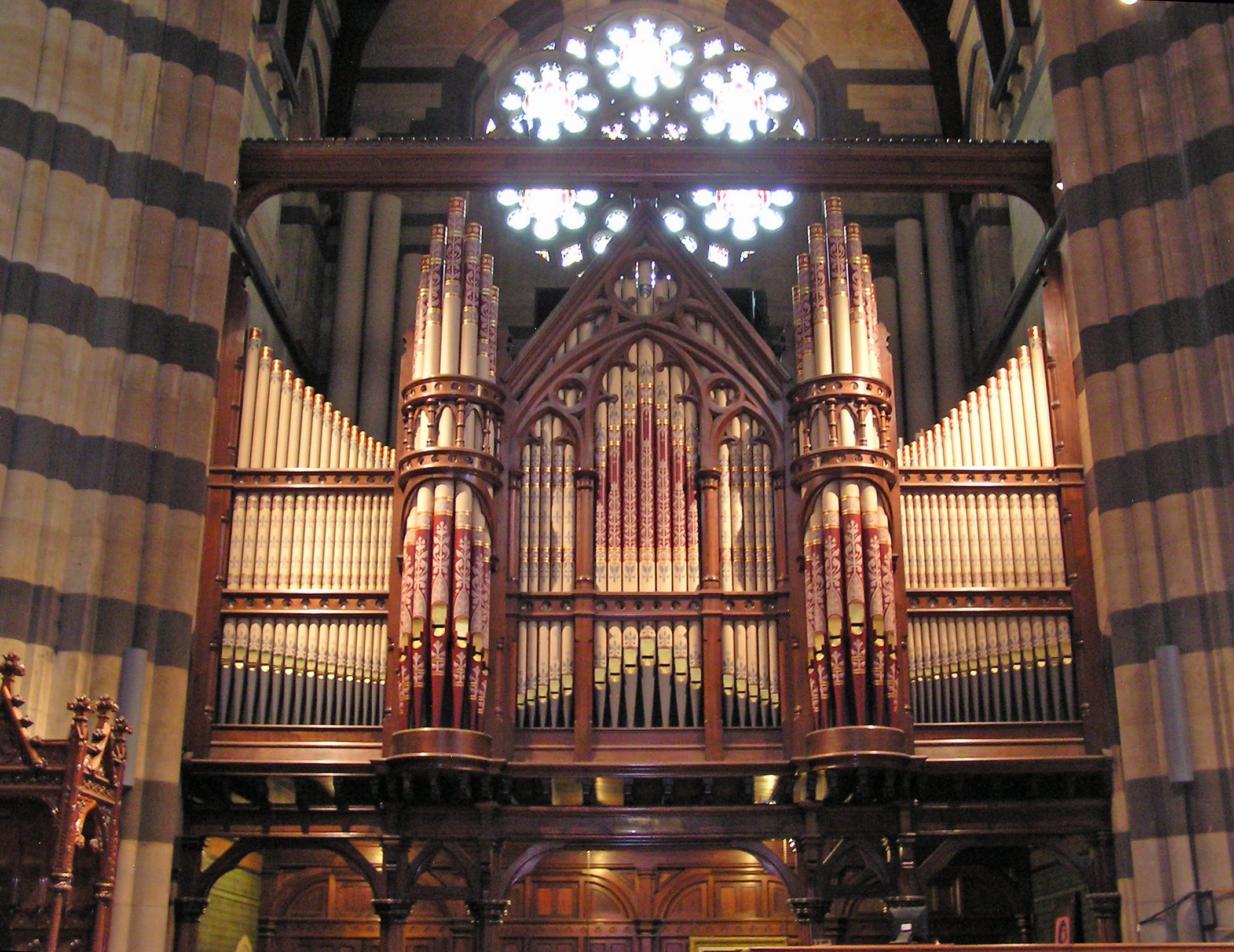
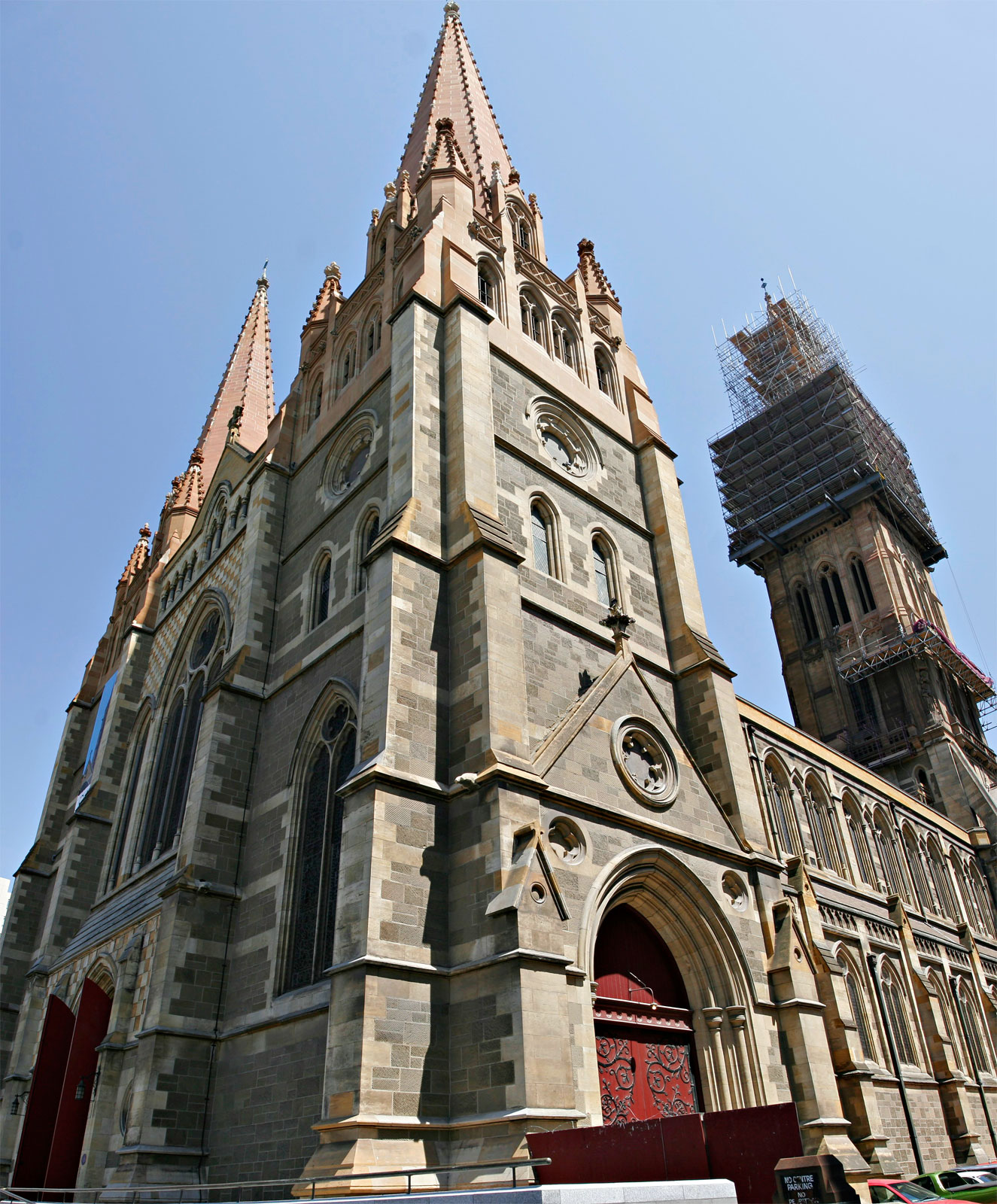